# Air Mesuji
Air Mesuji (indonesiska: Sungai Mesuji) är ett vattendrag i Indonesien.   Det ligger i provinsen Lampung, i den västra delen av landet, 250 km norr om huvudstaden Jakarta.